# Krumme Grafschaft
Die Krumme Grafschaft war eine Freigrafschaft innerhalb der Grafschaft Mark auf Gebietsanteilen  der heutigen Städte Dortmund, Bochum und Witten.
Das Gebiet zählte ursprünglich zur Bochumer Freigrafschaft. Nach der Altenaischen Erbteilung gelangte es in den Besitz der altenaisch-isenbergischen Linie des Hauses Berg (Arnold von Altena/Friedrich von Isenberg). Wie die übrigen isenbergischen Besitztümer ging die Krumme Grafschaft nach dem gewaltsamen Tod des Kölner Erzbischofs Engelbert I. von Köln zunächst in die Hand von Adolf I. von der Mark über, um dann 1243 im Zuge der Isenberger Wirren an die Isenberger bzw. Limburger unter Dietrich von Altena-Isenberg zurückzufallen. So wird berichtet, dass Dietrich (unter dem Namen Theodor von Limburg) und sein Sohn Johann im Jahre 1271 im Beisein des Edlen von Volmarstein und einiger anderer Ritter auf dem Friedhof der Kirche zu Kirchhörde ihrem Blutsverwandten, dem Ritter Albert von Hörde, die "Krumme Grafschaft" verpfändeten, die deshalb so genannt wurde, weil sie außerhalb der Limburger Herrschaft lag. Die Freigrafschaft war dabei kein Herrschaftsbereich, sondern ein Gerichtsbezirk mit neun Freistühlen. Die Krumme Grafschaft umfasste unter anderem die Bauerschaften Langendreer, Düren, Stockum, Oespel mit den darin gelegenen Freigütern. Ein Freigericht befand sich auch zu Brünninghausen.
Dietrichs Grafschaft Limburg lag eingebettet zwischen der Kölnischen Grafschaft Volmarstein und dem Kölnischen Amt Menden. Es bildete somit eine Enklave im Nordteil der märkischen Grafschaft Altena. Eingebettet in märkisches Gebiet lagen zudem der an die Ruhr angrenzende Reichshof Westhofen, die Xantener Immunität Schwerte unter der Vogtei der Grafen von Kleve und die Gerichte Hegenichusen/Hengsen und Herreke/Opherdicke, die seit 1176 kölnisch waren und in der Lehnschaft der Edelherren der Grafschaft und späteren Herrschaft Ardey standen. Gemeinsam bildeten diese Besitzungen einen aus Sicht der Grafen von der Mark störenden Korridor, der eine Vereinigung der Grafschaft Altena mit dem ebenfalls märkischen Go Unna für lange Zeit verhinderte.
Die Krumme Grafschaft bildete zusammen mit der Reichsgrafschaft Dortmund einen zweiten Korridor, der den Go Unna von den märkischen Teilen der Grafschaft Bochum trennte.
Die isenbergischen Besitztümer verhinderten somit die Herausbildung eines geschlossenen Territoriums namens Grafschaft Mark, was der Interessenlage der Kölner Erzbischöfe und Herzöge von Westfalen entsprach, nicht jedoch jener von Graf Adolf I. von der Mark und seinen Nachfolgern. Doch mussten sie diese politische Lage zunächst hinnehmen, da sie nach dem Friedensschluss mit den Isenbergern kein Interesse an einer weiteren Auseinandersetzung mit dem Haus Isenberg haben konnten.
1282 gelang es jedoch Graf Eberhard I. von der Mark, den Enkel Adolfs I. von der Mark († 1249) und Sohn von Graf Engelbert I.
v. d. Mark (1249–1277), den inzwischen 67-jährigen Dietrich von Altena-Isenberg zum Verkauf der Krummen Grafschaft zu bewegen. Dies war ein weiterer wichtiger Schritt zur Herausbildung eines einheitlichen märkischen Territoriums, so wie sechs Jahre später der Erwerb des vollen Befestigungsrechts durch die Märker als Folge der Schlacht von Worringen.
Dietrich von Isenberg verblieben so zunächst nur sein Kernbesitz, die Grafschaft Limburg, und an der unteren Ruhr die Herrschaft Styrum, während die Krumme Grafschaft integraler Bestandteil der Grafschaft Mark wurde, was endlich ein Zusammenwachsen der märkischen Territorien ermöglichte.
Zeitweise vergaben die Grafen von der Mark das Gebiet zu Lehen an die Herren von Hörde.
Der Bochumer Richter Dierich Delscher von August berichtet 1553: „die von Batenburg (-Bronckhorst) als Erben des verstorbenen Dietrich von Wickede und die von Büren zu Huckarde haben zusammen zwei Freistuhlgerichte zu Oespel und Langendreer, welche die krumme Grafschaft genannt werden. Die Güter und Leute, die dazu gehören, sind dienstfrei und wollen, daß die Güter an den Freistuhlgerichten allein dienstpflichtig sollen sein, was man ihnen in Erbfällen und wenn Streit um Erbnis besteht, bisher gestattet hat. Aber um Schaden und Schuld sind sie dem Hochgericht Bochum unterworfen. Es ist auch alter Brauch, daß, wenn jemand bezüglich seines Freigutes kein Recht bekommt, er seine Sache am Hochgericht Bochum weiter betreiben kann.“